# Vĩnh Long, Vĩnh Bảo
Vĩnh Long là một xã thuộc huyện Vĩnh Bảo, thành phố Hải Phòng, Việt Nam.
Xã Vĩnh Long có diện tích 4.08 km², dân số năm 1999 là 4565 người, mật độ dân số đạt 1119 người/km².